# Demoiselle du téléphone (France)
Pour un article plus général, voir Demoiselle du téléphone.

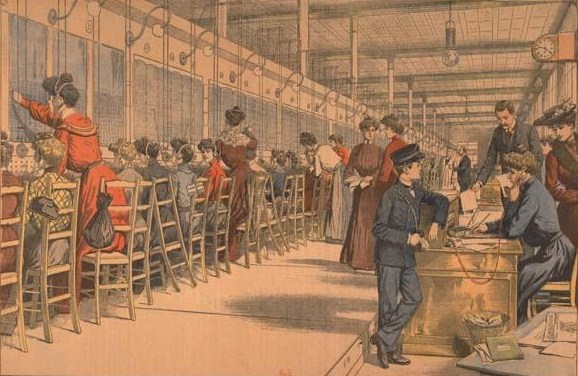
Demoiselles du téléphone dans un bureau téléphonique parisien (France, 1900).

En France, une demoiselle du téléphone (appelée téléphoniste, standardiste ou opératrice) est une personne, presque toujours féminine, qui actionnait un standard téléphonique pour établir les communications entre usagers dans les premières décennies de la téléphonie. À cette époque, la communication était établie au moyen de cordons équipés de connecteurs de type jack.
L'expression « demoiselle du téléphone », caractéristique de la téléphonie française, remonte à une période où le réseau téléphonique commuté n'était pas automatisé.
En attendant l'installation de l'automatique sur l'ensemble du territoire français, qui n'est complétée qu'en 1978, des centraux téléphoniques hébergent un personnel nombreux et qualifié. Les plus célèbres figures de ce microcosme sont les « demoiselles du téléphone », ainsi appelées parce que cette catégorie de personnel était recrutée exclusivement parmi des jeunes filles célibataires, dont l'éducation et la morale étaient jugées irréprochables,. Durant les premières décennies de la téléphonie, elles perdaient généralement leur emploi lorsqu'elles se mariaient[réf. nécessaire].

## Profession

### Fonction et équipement

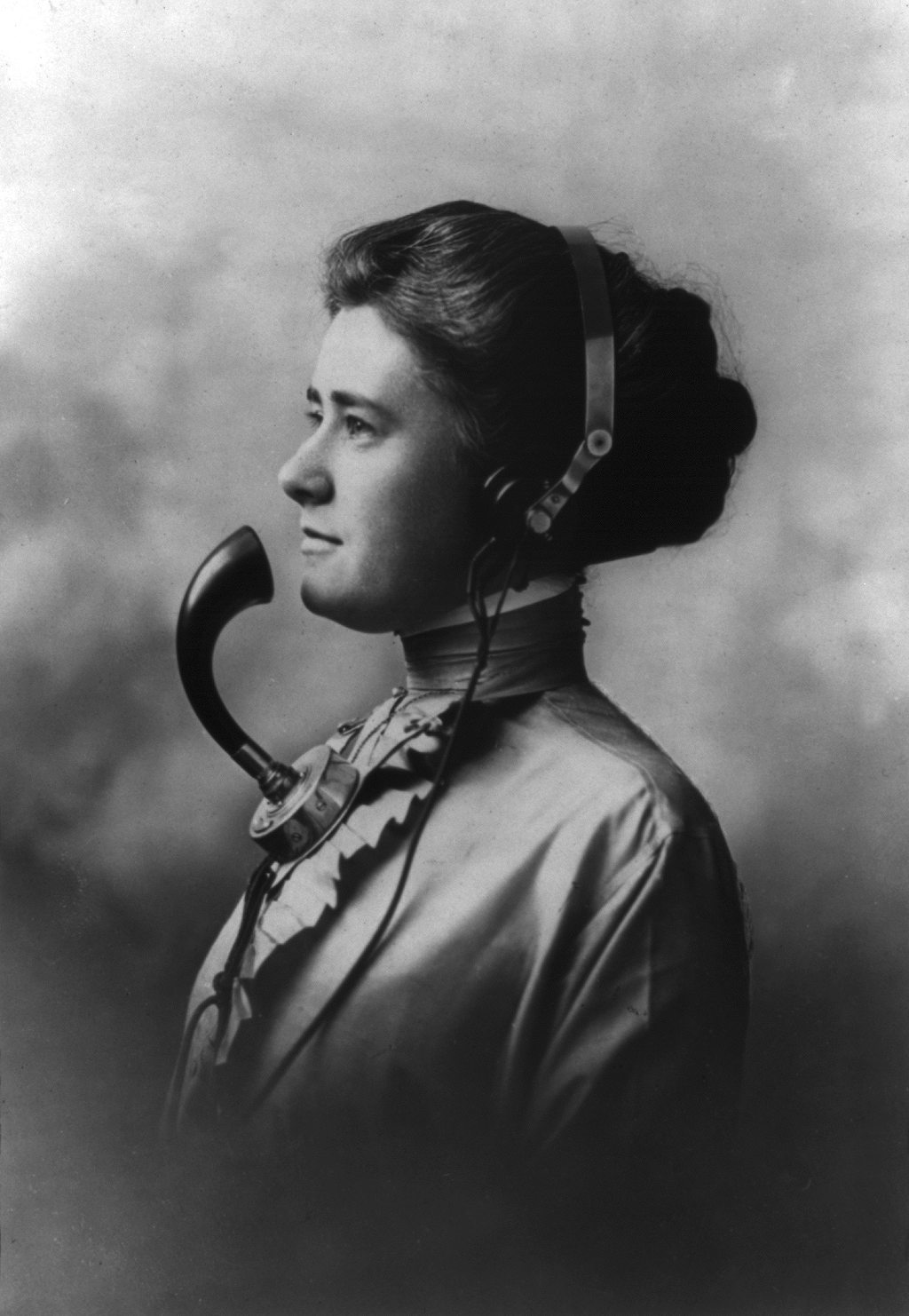
Demoiselle du téléphone avec son micro et son casque (États-Unis, vers 1911).

Leur fonction est de prendre les demandes d'appel des abonnés, puis de les mettre en relation. Leur poste de travail est constitué d'un tableau à prises jack et de cordons appelés dicordes, servant à connecter les abonnés entre eux.
Dans son autobiographie, La Demoiselle du Téléphone, Madeleine Campana décrit le Central Gutenberg (l'actuelle « poste centrale du Louvre » de la rue du Louvre à Paris) à la fin des années 1920 : « Une salle immense comme la nef d'une cathédrale… Celle qui pénètre dans ce lieu saint ne voit que des dos sagement alignés, en arrière plantée sur un bureau surélevé, la surveillante trône. Les dos n'ont pas le droit de présenter leur figure sans autorisation… J’écoute, j’écoute, il faut parler plus fort que sa voisine pour se faire entendre. »
Les téléphonistes sont harnachées d'un casque, prise reliant au standard, micro style entonnoir, contrepoids. Chaque téléphoniste gère une centaine d'abonnés, donc autant de prises (jacks). Les cadences sont souvent importantes.
Les téléphones ne disposent pas d'un cadran mais seulement d'une magnéto à manivelle pour appeler l'opératrice. L'abonné est alors mis en relation avec une opératrice à laquelle il donne le numéro demandé ainsi que le central dont il dépend (par exemple, « le 22 à Asnières »). Deux cas de figure peuvent alors se présenter :
- soit le correspondant est sur le même central et l'opératrice connecte directement la ligne ;
- soit le correspondant dépend d'un autre central et l'opératrice branche alors la ligne sur un autre central où une autre « demoiselle du téléphone » prend le relais.

### Conditions de travail
Le travail des demoiselles du téléphone était réputé éprouvant pour les nerfs, particulièrement en heure de pointe où, malgré le faible nombre d'abonnés, les appels pouvaient être incessants. Cependant, dès les années 1900, elles disposaient de congés payés d'un mois, de tarifs réduits pour les billets de train et d'un médecin du travail. À Paris, en plus de leur salaire, elles recevaient une prime pour couvrir leurs frais de logement et une indemnité de repas. La « Maison des dames des PTT » située rue de Lille dans le 7e arrondissement était un foyer doté de 111 chambres individuelles meublées destinés à héberger certaines d'entre elles. 
Dans cette dernière ville, le bâtiment du central téléphonique « Ségur », où elles travaillaient, a été conservé.

## La réputation des «demoiselles du téléphone»
Ces demoiselles sont aussi des cibles parfaites pour les clients mécontents du service. On leur reproche leur mauvaise humeur ainsi que la lenteur d'établissement des communications,. Dans le contexte du début du XXe siècle, les abonnés sont surtout des gens fortunés qui ne supportent pas que le « petit personnel » ait autant d'influence sur leurs affaires. Pourtant, des concours d'efficacité sont organisés pour améliorer la qualité du service : on met en compétition des opératrices pour assurer le maximum de connexions à l'heure. Les records sont de l'ordre de 400 établissements de connexion à l'heure, qui correspond à une communication toutes les dix secondes.

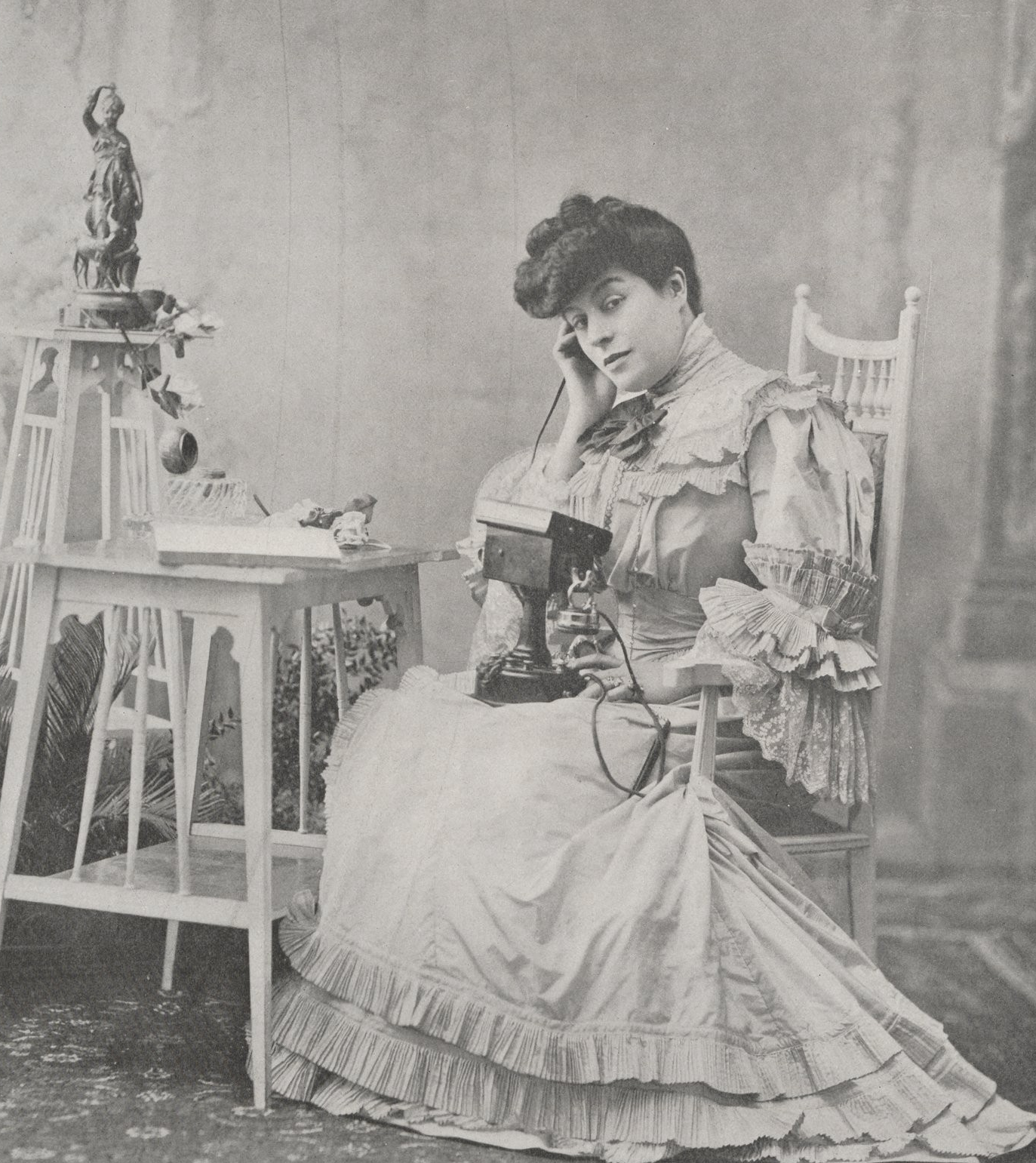
Sylviac au téléphone (France, 1904).

En avril 1904, l’actrice Sylviac se plaint, auprès de la surveillante d'un central téléphonique de Paris qu’elle a dû attendre 55 minutes pour obtenir une réponse, tandis que la communication n’aboutit pas. Elle lui déclare que les demoiselles « s’expriment comme des vachères ». L’administration des Postes et télégraphes (connue sous le sigle P&T, qui deviendra PTT en 1921) porte plainte pour « outrage à un fonctionnaire dans l’exercice de ses fonctions » et « imputation calomnieuse » et interrompt son abonnement pour 17 jours. Deux procès vont suivre. Dans le premier, en correctionnelle, Sylviac est acquittée. Dans le second, qui va jusqu’au Conseil d’État, elle ne réussit pas à obtenir ni le remboursement de son abonnement pendant la période concernée, ni l’abrogation de l’article 52 du règlement qui autorisait la coupure des communications ; cependant, l’administration du téléphone cesse de l’utiliser. L’affaire fait l’objet de centaines d’articles, dans les quotidiens ou hebdomadaires nationaux et en province, ainsi que dans des revues juridiques, y compris au plan international,. Sylviac, qui était défendue par l’Association des abonnés au téléphone, est présentée comme une héroïne voire comme une nouvelle Jeanne d'Arc. La procédure engagée permit de reconnaître que les employés du téléphone étaient chargés d’un service public.

## Dans la littérature, la télévision et les arts
Une certaine part de fantasme ou d'onirisme, bien loin des conditions de travail réelles de ces employées, existait autour des « demoiselles du téléphone », chargées de relier les êtres humains, dans toutes les situations de la vie.
Dans une de ses Chroniques au Figaro, Marcel Proust décrit sa fascination pour le travail des « Demoiselles du téléphone », ces « vierges vigilantes par qui les visages des absents surgissent près de nous », qu'il reprend presque littéralement dans Le Côté de Guermantes à propos de la conversation téléphonique du narrateur et de sa grand-mère.
La difficulté à établir les communications a inspiré Fernand Raynaud qui en a fait un sketch comique, Le 22 à Asnières, le réseau français étant longtemps réputé pour sa vétusté.